# 蚌埠公交121路
蚌埠公交121路是中国安徽省蚌埠市的一条公交线路，由二中开往大庆路首末站，由蚌埠市公共交通集团有限公司运营、管理。

## 历史

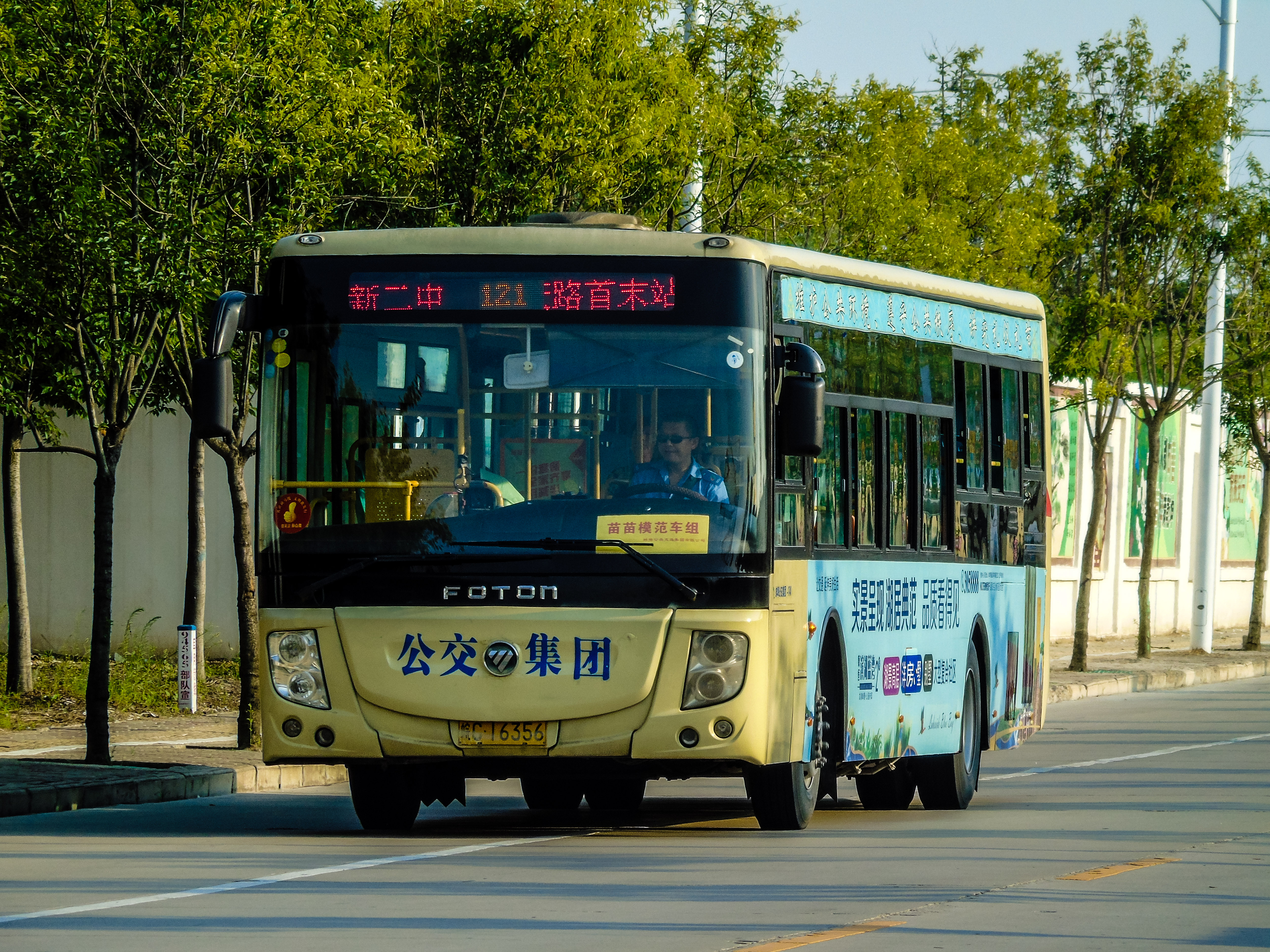
蚌埠公交121路开通时使用的福田BJ6123型天然气客车
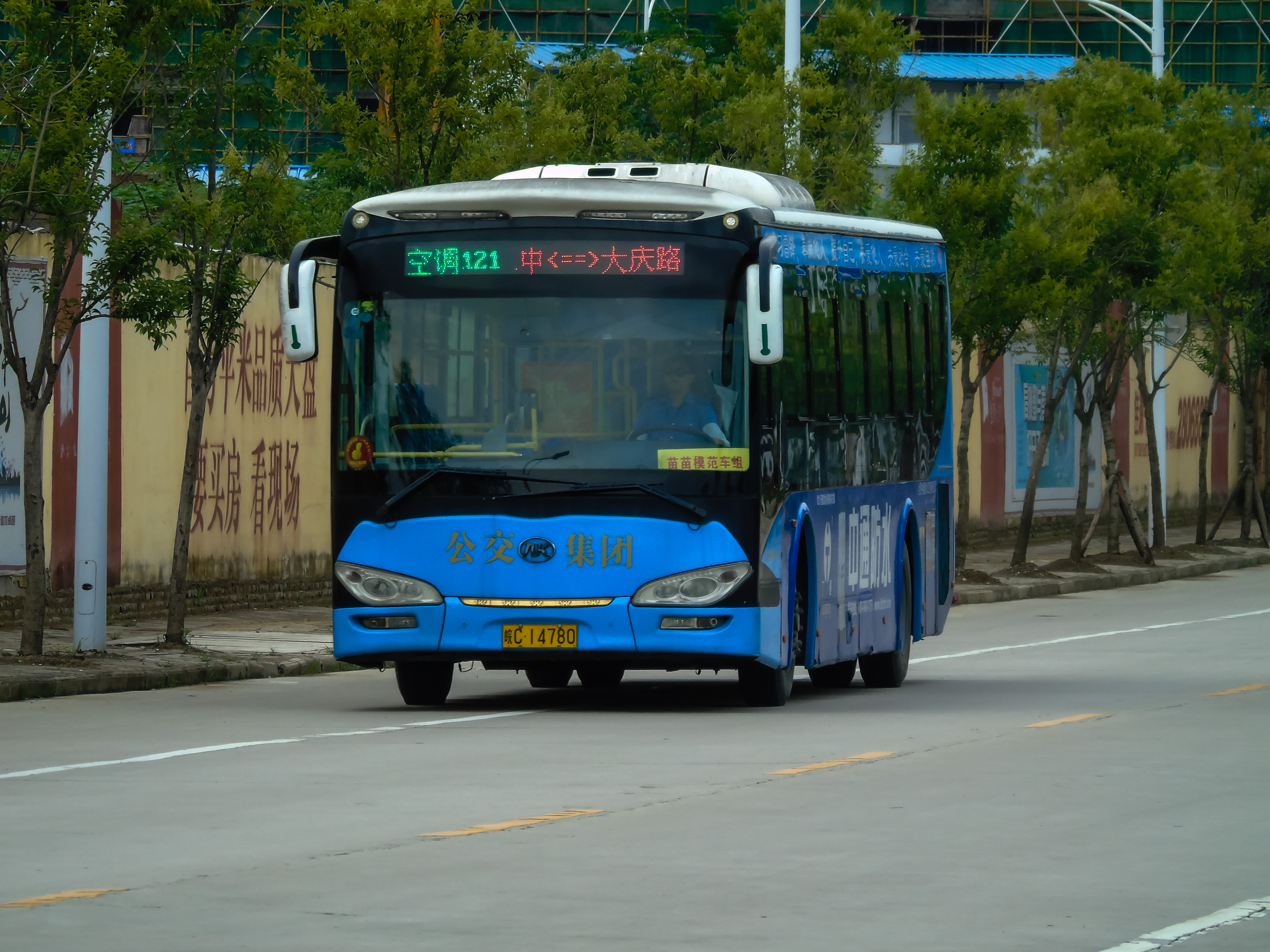
蚌埠公交121路开通时使用的安凯天然气空调车
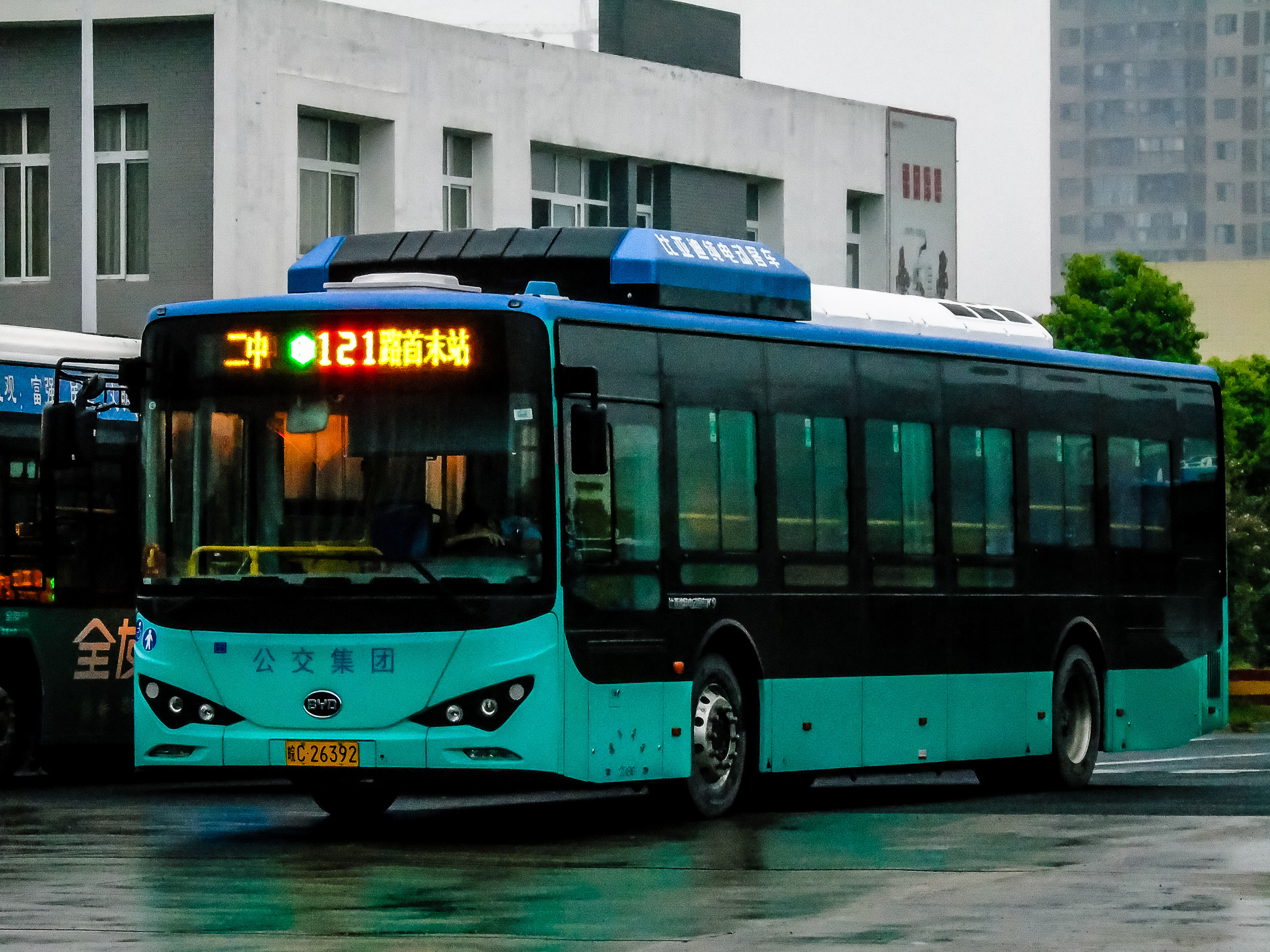
蚌埠公交121路使用的比亚迪K9FE型纯电动空调车

- 2013年8月20日，随着蚌埠二中迁至新址，蚌埠公交集团开通121路，全部使用天然气客车，方便学生上下学。[2][3][4][5]
- 2017年6月，蚌埠公交集团购置的比亚迪K9FE型纯电动空调车投入121路运营。[6][7][8][9][10]

## 站点

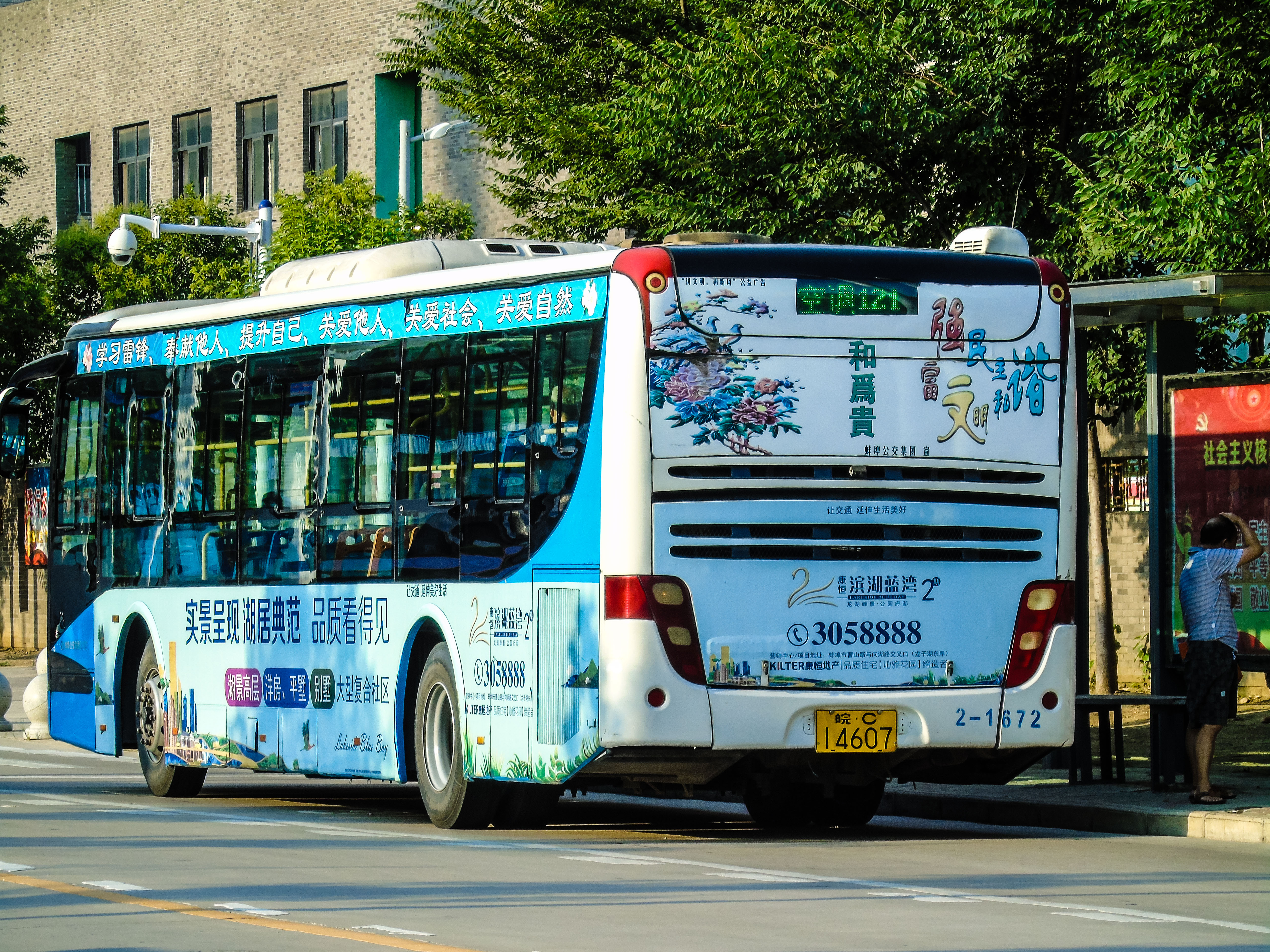
蚌埠公交121路停靠在二中站

### 途经站
- 往二中 ： 大庆路首末站 - 中粮大道·大庆三路 - 十二中 - 涂山路·长青北路 - 涂山路·友谊路 - 涂山路·吴湾路 - 金域名城 - 禹会区政府·显臣中医骨科 - 第一人民医院门诊部 - 朝阳路第一小学 - 涂山路·工农路 - 沁雅花园北 - 航苑路·广场五街 - 新城实验学校西 - 新城实验学校 - 琥珀花园 - 延安路·东海大道 - 民政家园 - 新地城市广场 - 琥珀新天地 - 延安路·货场五路 - 延安路·燕山路 - 延安路·货场七路 - 二中西 - 二中
- 往大庆路首末站 ： 二中 - 二中西 - 延安路·货场七路 - 延安路·燕山路 - 延安路·货场五路 - 琥珀新天地 - 新地城市广场 - 民政家园 - 延安路·东海大道 - 琥珀花园 - 新城实验学校 - 新城实验学校西 - 航苑路·广场五街 - 沁雅花园北 - 涂山路·工农路 - 朝阳路第一小学 - 第一人民医院门诊部 - 禹会区政府·显臣中医骨科 - 金域名城 - 涂山路·吴湾路 - 涂山路·友谊路 - 涂山路·长青北路 - 十二中 - 中粮大道·大庆三路 - 大庆路首末站[11]

### 换乘站
以下内容均统计自：蚌埠市公共交通集团有限公司营运线路一览表
- 大庆路首末站 ： 112路 102路 133路 150路 211路
- 中粮大道·大庆三路 ： 102路 133路 150路
- 十二中 ： 102路 133路 150路 209路
- 涂山路·长青北路 ： 102路 133路 150路 209路
- 涂山路·友谊路 ： 102路 150路 209路
- 涂山路·吴湾路 ： 104路 102路 150路
- 禹会区政府·显臣中医骨科 ： 104路 111路 120路 102路 150路
- 第一人民医院门诊部 ： 101路 104路 111路 119路 120路 102路 135路 150路 微1路 302路
- 朝阳路第一小学 ： 104路 110路 111路 119路 120路 102路 135路 150路 302路
- 涂山路·工农路 ： 111路 150路
- 沁雅花园北 ： 125路 150路
- 航苑路·广场五街 ： 109路
- 新城实验学校 ： 126路
- 琥珀花园 ： 126路
- 延安路·货场七路 ： 129路 学生专线1路 学生专线2路 学生专线3路
- 二中西 ： 129路 学生专线1路 学生专线2路 学生专线3路
- 二中 ： 118路 129路 学生专线1路 学生专线2路 学生专线3路

## 票价
- 未持卡乘客普通车投币1元，空调车投币2元。
- 持普通电子钱包卡普通车0.9元/次，空调车1.8元/次。
- 持学生月票卡普通车0.18元/次，成人卡0.36元/次，空调车加1元。
- 持老人卡、拥军卡、爱心卡的乘客免费乘车。[12]

## 资料来源
1. ↑  .   [2017-08-12]. （原始内容存档于2017-08-02）.
2. ↑  .   [2017-08-12]. （原始内容存档于2017-08-07）.
3. ↑  .   [2017-08-12]. （原始内容存档于2017-07-31）.
4. ↑  .   [2017-08-12]. （原始内容存档于2019-07-22）.
5. ↑  .   [2017-08-12]. （原始内容存档于2019-07-22）.
6. ↑  .   [2017-08-12]. （原始内容存档于2020-08-11）.
7. ↑  .   [2017-08-12]. （原始内容存档于2019-07-23）.
8. ↑  .   [2017-08-12]. （原始内容存档于2017-07-31）.
9. ↑  .   [2017-08-12]. （原始内容存档于2017-08-01）.
10. ↑  .   [2017-08-12]. （原始内容存档于2017-08-07）.
11. ↑  .   [2017-08-12]. （原始内容存档于2017-07-08）.
12. ↑  .   [2017-08-12]. （原始内容存档于2018-03-09）.